# Haplophyllum acutifolium
Haplophyllum acutifolium är en vinruteväxtart som först beskrevs av Dc., och fick sitt nu gällande namn av G. Don f.. Haplophyllum acutifolium ingår i släktet Haplophyllum och familjen vinruteväxter. Inga underarter finns listade i Catalogue of Life.